# John Asher
John Mallory Asher (Los Angeles, 13 januari 1971) is een Amerikaans acteur, filmproducent, filmregisseur en scenarioschrijver. 

## Biografie
Asher werd geboren in Los Angeles als zoon van acteur Edward Mallory en actrice Joyce Bulifant, hij werd later geadopteerd door de derde man van Bulifant, producent/regisseur William Asher. 
Asher begon in 1990 met acteren in de televisieserie Beverly Hills, 90210, waarna hij nog meerdere rollen speelde in televisieseries en films. Hij is vooral bekend van zijn rol als Gary Wallace in de televisieserie Weird Science, waar hij in 88 afleveringen speelde (1994-1998). In 2006 won hij een Golden Raspberry Award voor zijn rol in de film Dirty Love in de categorie Slechtste Regisseur. 

## Huwelijken
Asher was van 1994 tot en met 1996 getrouwd met actrice Vanessa Lee Asher, van 1999 tot en met 2006 was hij getrouwd met actrice Jenny McCarthy met wie hij een zoon heeft die lijdt aan autisme. 

## Filmografie

### Films
Uitgezonderd korte films.
- 2013 Who the F Is Buddy Applebaum - als Buddy
- 2012 Drew Peterson: Untouchable - als buurman Brad
- 2011 Fred & Vinnie - als mr. Basin
- 2010 Wreckage - als deputy Berry
- 2003 Rubbing Charlie - als Dean
- 2000 Space Cowboys - als jonge Jerry
- 1998 The New Swiss Family Robinson - als Shane Robinson
- 1994 Double Dragon - als wijsneus Mohawk
- 1993 Showdown - als Mike
- 1992 Frozen Assets - als Bobby Murdock
- 1991 The Haunted - als Joe

### Televisieseries
Uitgezonderd eenmalige gastrollen.
- 2016 Rizzoli & Isles - als rechercheur O'Connell - 2 afl.
- 2001-2002 Going to California - als insect Bob - 5 afl.
- 1994-1998 Weird Science - als Gary Wallace - 88 afl.

### Filmproducent
- 2019 I Hate Kids - film
- 2016 A Boy Called Po - film
- 2015 Tooken - film
- 2014 Jeff Dunham: All Over the Map - film
- 2013 Who the F Is Buddy Applebaum - film
- 2010 Wreckage - film
- 2005 Dirty Love - film

### Filmregisseur
- 2023 Sum 41: Rise Up - muziekvideo
- 2023 Sum 41: Landmines - muziekvideo
- 2022 New Kids on the Block Feat. Salt-N-Pepa & Rick Astley & En Vogue: Bring Back the Time - muziekvideo
- 2021 Sum 41 Feat. Nothing Nowhere: Catching Fire - muziekvideo
- 2020 Debbie Gibson: Girls Night Out - korte film
- 2019 Sum 41: Never There - korte film
- 2019 New Kids on the Block: Boys in the Band (Boy Band Anthem) - korte film
- 2019 I Hate Kids - film
- 2017 Jon Reep: Ginger Beard Man - film
- 2016 A Boy Called Po - film
- 2016 Theo Von: No Offense - film
- 2015 Margaret Cho: PsyCHO - documentaire
- 2015 Tooken - film
- 2015 Ralphie May: Unruly - film
- 2014 Sebastian Maniscalco: Aren't You Embarrassed? - documentaire
- 2013 Somebody Marry Me - film
- 2010 Wreckage - film
- 2004-2008 One Tree Hill - televisieserie - 7 afl.
- 2008 Infamous - korte film
- 2005 Dirty Love - film
- 2003 The Policy - korte film
- 2001-2002 Going to California - televisieserie - 3 afl.
- 2001 Thank Heaven - film
- 1999 Diamonds - film
- 1999 Chick Flick - film
- 1996 Kounterfeit - film

### Scenarioschrijver
- 2022 New Kids on the Block Feat. Salt-N-Pepa & Rick Astley & En Vogue: Bring Back the Time - muziekvideo
- 2015 Tooken - film
- 2013 Who the F Is Buddy Applebaum - film
- 2013 Somebody Marry Me - film
- 1999 Chick Flick - film

- Biblioteca Nacional de España: XX4672162
- Bibliothèque nationale de France: cb17058344j (data)
- Gemeinsame Normdatei: 138503869
- International Standard Name Identifier: 0000 0001 1683 8375
- Library of Congress Control Number: no2009062025
- Nationale Bibliotheek van Tsjechië: xx0150720
- Nederlandse Thesaurus van Auteursnamen: 217012663
- Virtual International Authority File: 90035572
- WorldCat: E39PBJwD4ccBTbYJW493xmH3cP